# Hogarth Press

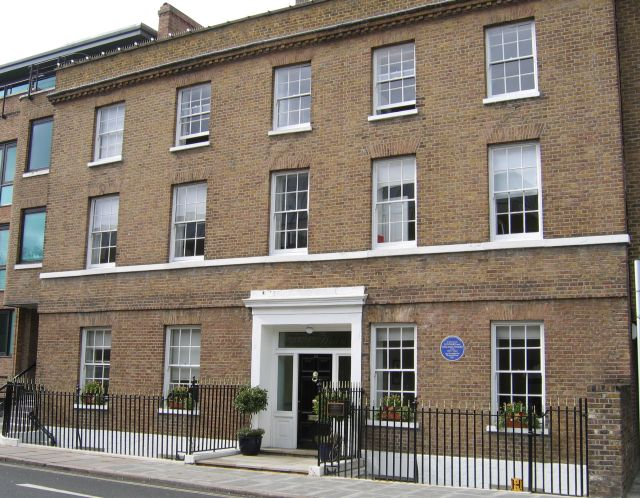
Hogarth House, 34 Paradise Road, Richmond, London, Großbritannien

Der Verlag The Hogarth Press wurde 1917 von Leonard und Virginia Woolf gegründet. Er wurde zu einem der bedeutendsten britischen Verlage für Belletristik.

## Der Verlag
Der Name geht auf ihr Haus in Richmond zurück, in dessen Esszimmer sie die Bücher zunächst von Hand setzten und dann auf einer gebraucht erstandenen Minerva-Tiegeldruckpresse ebenfalls eigenhändig druckten. Im Juli 1917 begann die Produktion mit der Auslieferung von Two Stories, einer 34-seitigen Broschüre, die je eine Geschichte der Ehepartner enthielt, The Mark on the Wall von Virginia und Three Jews von Leonard Woolf.  Aus dem Hobby wurde in den Zwischenkriegsjahren ein Unternehmen, dessen Bücher von kommerziellen Druckern hergestellt wurden. Gleich in den ersten vier Jahren entdeckten die Woolfs T.S. Eliot. 1938 verkaufte Virginia Woolf ihre Verlagsanteile an ihren früheren Lektor, den Schriftsteller John Lehmann, wirkte aber weiterhin an der Programmgestaltung mit. Der Verlag wurde in einer Partnerschaft von Leonard Woolf und John Lehmann bis 1946 geführt. Danach war er ein Sub-Unternehmen von Chatto & Windus.

## Das Programm

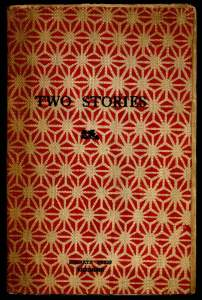
Two Stories, der erste Druck im Jahr 1917

Außer den Werken der Bloomsbury Group, beispielsweise Virginia Woolfs eigene Werke und die von John Maynard Keynes und Roger Fry, veröffentlichte Hogarth Press die gesammelten Werke von Sigmund Freud und zeitgenössische Schriftsteller wie John Betjeman, E. M.Forster, Robert von Ranke-Graves, Christopher Isherwood, Katherine Mansfield, Harold Nicolson, Gertrude Stein, Vita Sackville-West, Hugh Walpole, H. G. Wells und Rebecca West. Außerdem erschienen Übersetzungen ausländischer, vor allem russischer Literatur mit Autoren wie Maxim Gorki, Anton Tschechow, Lew Tolstoi und Fjodor Dostojewski. Der Kontinent war vertreten mit Romanen Italo Svevos und Gedichten Rainer Maria Rilkes.
Virginia Woolf war der Lektor des Verlags, Leonard der Kaufmann, der ein großes Sicherheitsbedürfnis an den Tag legte. Neben den erfolgreich verlegten Autoren gab es auch einige Fehleinschätzungen. Er lehnte beispielsweise Werke von Jean-Paul Sartre, W. H. Auden und Saul Bellow ab. Häufig wird behauptet, Hogarth Press habe Ulysses von James Joyce abgelehnt, aber Leonard Woolf versuchte, dafür einen Drucker zu finden, was ihm nicht gelang.
Beispiele aus dem Verlagsprogramm waren:
- E. M.Forster: The Story of the Siren – Kurzgeschichte (1920)
- Leonard Woolf: Stories of the East –  Kurzgeschichten (1921) – eigenhändig gedruckt von Leonard und Virginia Woolf, Umschlag von Dora Carrington
- Virginia Woolf: Jacob’s Room –  Roman (1922) – erster bei Hogarth Press gedruckter Roman Virginia Woolfs
- T.S. Eliot: The Waste Land (1923) – erste britische Ausgabe
- John Maynard Keynes: A Short View of Russia – Essays (1928)
- Virginia Woolf: Orlando –  Biografie – (1928)
- Virginia Woolf: A Room of One’s Own (1929)
- Laurens van der Post: In a Province (1934) – erstes Buch des Autors
- Henry Green: Loving (1945)

## Hogarth House und spätere Verlagsadressen

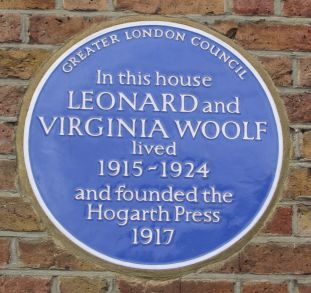
Blue Plaque am Hogarth House

Das Haus wurde 1750 gebaut und erhielt 1851 zunächst den Namen Suffield House. 1870 wurde es renoviert und in die Hausnummern 1 und 2 aufgeteilt. Suffield House, Nummer 2 wurde dann ab 1910 Hogarth House genannt, fünf Jahre vor dem Einzug der Woolfs. Nach dem ersten Selbstmordversuch Virginias suchten sie einen ruhigen Ort abseits von London, aber doch wieder nah genug, um schnell in die Stadt gelangen zu können. Virginia hatte sich sofort in das Haus verliebt, doch nach einem erneuten Zusammenbruch musste Leonard zunächst am 25. März 1915 allein einziehen. Später kamen noch eine Köchin und ein Dienstmädchen hinzu. Bei Luftangriffen während des Ersten Weltkriegs flüchteten sich die Bewohner in den Keller. 1922 las T. S. Eliot hier vor einem Freundeskreis aus seinem neuen Werk Das wüste Land.
Später hatte Virginia die Einsamkeit von Hogarth House satt und sehnte sich wieder nach engerem Kontakt zur Bloomsbury-Gruppe. Trotzdem erinnerte sie sich in ihrem Tagebuch gern an die Tage dort. Der Umzug in das neue Haus am Tavistock Square 52 in London fand am 13. März 1924 statt. Der Verlag fand seinen Platz im Souterrain. Das ehemalige Billardzimmer wurde Virginia Woolfs Arbeitszimmer und diente gleichzeitig als Papier- und Buchlager.
Im August 1939 zog die Hogarth Press an den Mecklenburgh Square 37. Im September des nächsten Jahres wurde das Haus durch einen Luftangriff schwer beschädigt. Die Woolfs lagerten den Verlag nach Letchworth Garden City aus und verlegten ihren Wohnsitz in ihr Sommerhaus Monk’s House in Rodmell, Sussex.
Die alte Tiegeldruckpresse aus der Anfangszeit der Hogarth Press ist im Turm von Sissinghurst Castle, dem letzten Wohnsitz von Vita Sackville-West und Harold Nicolson, ausgestellt.
1934 verlegte ausgerechnet die Britische Faschistische Union (British Union of Fascists) ihr Hauptquartier für ein Jahr ins Hogarth House. Heute residiert dort ein Unternehmen, das sich um die Renovierung der Immobilie verdient gemacht hat. Die Adresse lautet inzwischen 34, Paradise Road.